# Presidente Dutra
Presidente Dutra est une municipalité brésilienne située dans l'État du Maranhão.